# 千葉寺のイチョウ

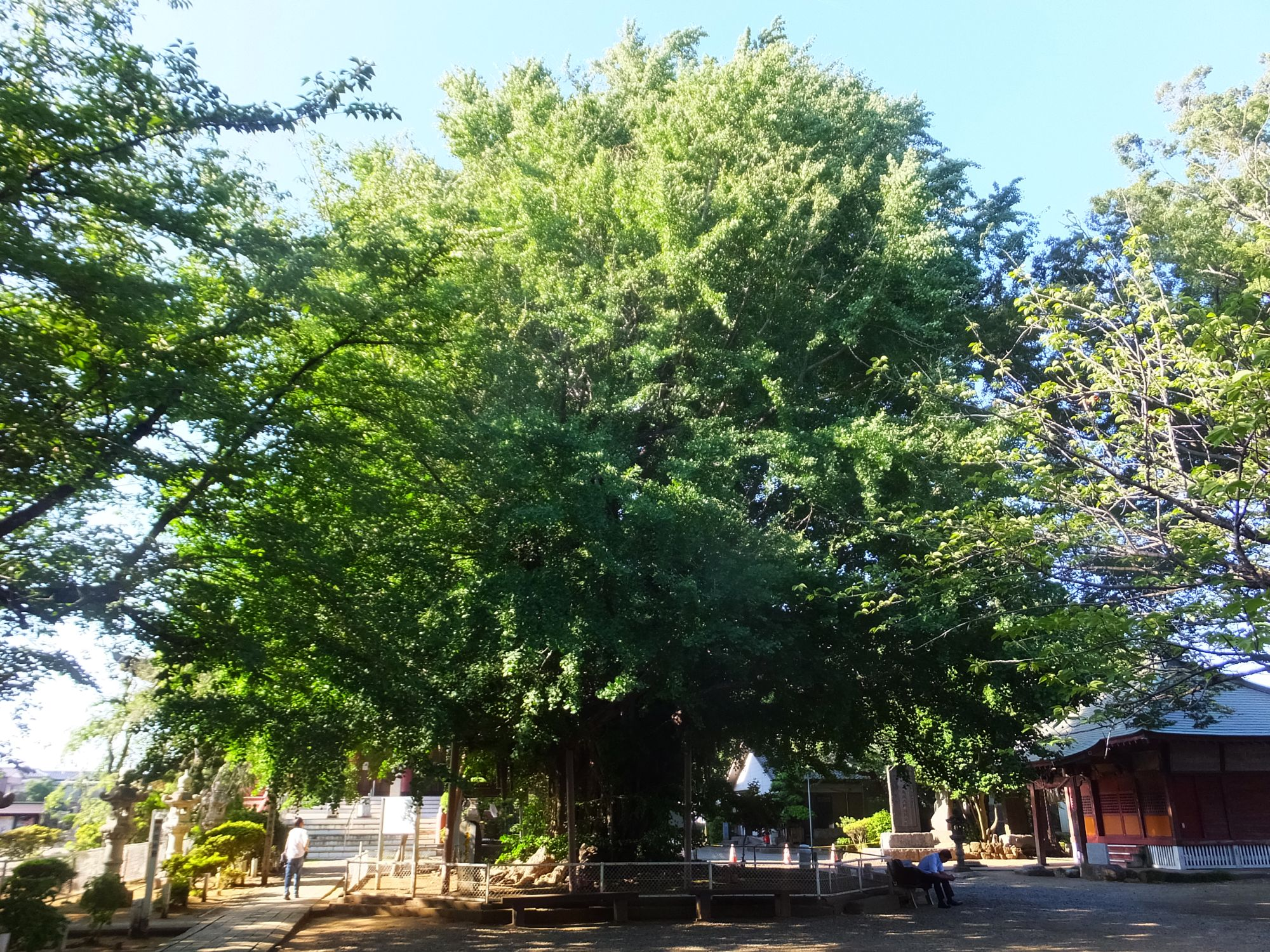
千葉寺のイチョウ（2018年7月）

千葉寺のイチョウ（ちばでらのいちょう、せんようじのいちょう、千葉寺の公孫樹）は、千葉県千葉市中央区千葉寺町161の千葉寺境内にある千葉県の天然記念物に指定されたイチョウである。千葉寺創建時に植栽されたと伝えられ、樹齢は約1300年と推定される雄樹である。幹が太く発達しているほか、枝から垂れた乳柱といわれる突起が特徴的であり、古くは女性の母乳不足に効くという俗信があった。

## 解説

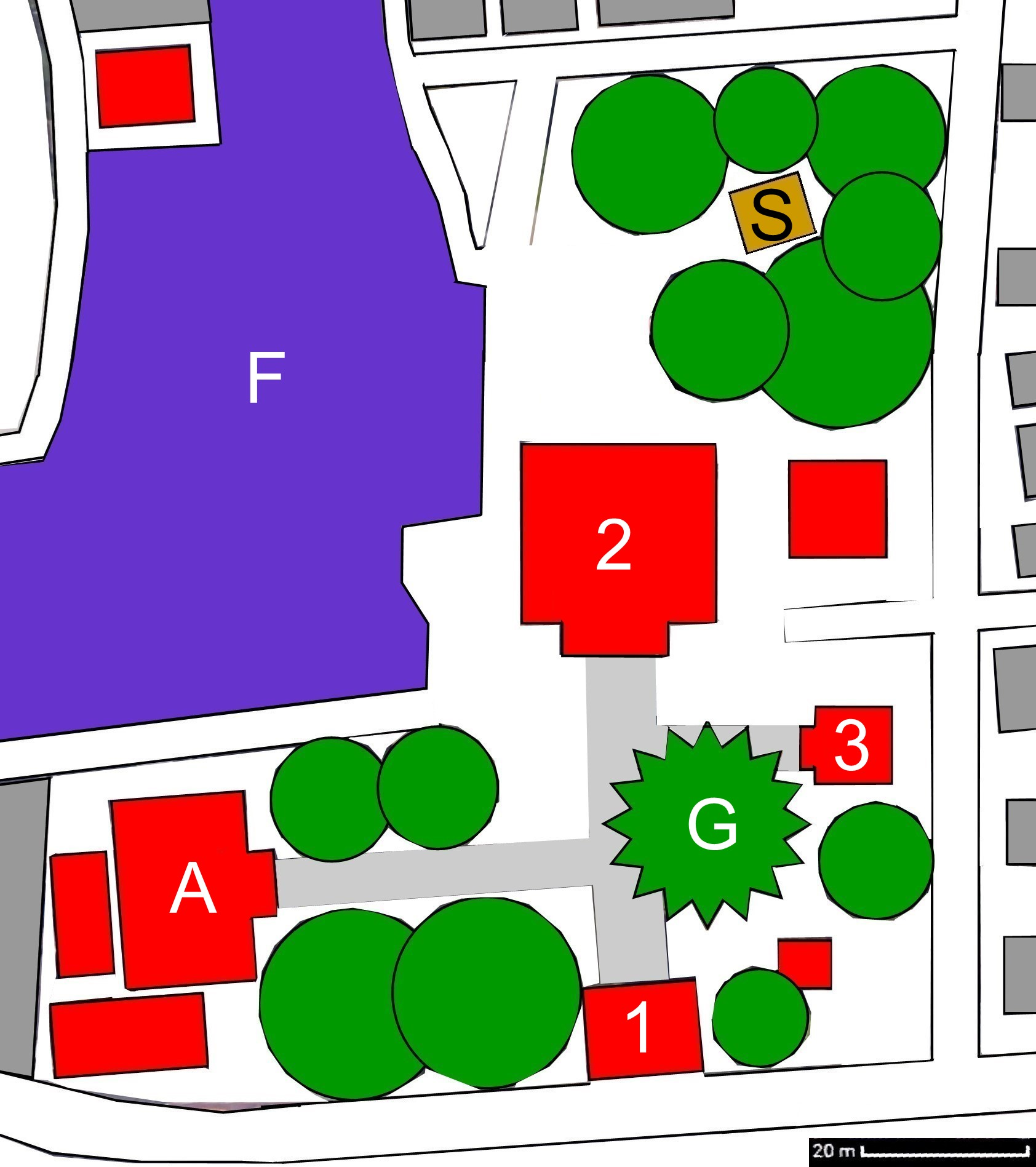
千葉寺境内におけるイチョウの位置。1: 仁王門 2: 本堂 G: イチョウ

千葉寺（せんようじ、俗に「ちばでら」と読まれる）は、709年（和銅2年）に仏教僧行基によって開基されたのに始まる真言宗豊山派の寺院であり、現在も千葉県千葉市中央区千葉寺町161番地に位置し、坂東三十三観音の第29番礼所に数えられているほか、千葉市の史跡にも指定されている。千葉寺のイチョウは、寺を仁王門から入った正面にある本堂に向かって右手の方に生育している。イチョウ（学名: Ginkgo biloba）は裸子植物に分類される落葉性喬木の一つで、日本には野生せず、現在の日本の生育株は中国大陸から渡来したものとなっている。千葉寺のイチョウは行基が開基時に植栽されたものだと伝わっており、樹齢は約1300年と推定される。雄樹である。
1935年（昭和10年）11月12日に千葉県の天然記念物に指定された。
現在の樹高は約24 - 27メートル、ただし30メートルと紹介されることもある。根回りは約11メートル、目通り周囲は約8.4メートルである。元々樹高は約30メートルに達していたが、台風による影響で主幹が折れ、現在の高さになっている。幹の周囲は地面から離れた上部の方が根元よりも発達して太くなっている。枝は地面より3メートル以上のところから横四方23メートルほどのところまで大きく広がっている。これは、神奈川県鎌倉市にあったかつての鶴岡八幡宮の大銀杏よりも大きいと見られていた。
根元の地面には、多くの根が地面を覆うようにして現れているほか、枝からは多くの乳柱（乳房状突起）が垂れ下がっている。この枝に対しては、天然記念物に指定されることにより毀損行為が禁じられるまでは、損傷行為が相次いでいた。これは、この乳柱の枝の皮を削ったものを煎じて飲めば、乳不足の女性に効果があるという迷信を信じた地元の住民によるものであった。通常このような乳房状突起は局部的な栄養過剰を伴う雄樹の老木に見られるが、高橋 (2009) は、千葉寺のイチョウの乳柱が顕著に発達している要因を、落雷によって主幹が折れて枝の分化が促されたこととしている。

### ギャラリー

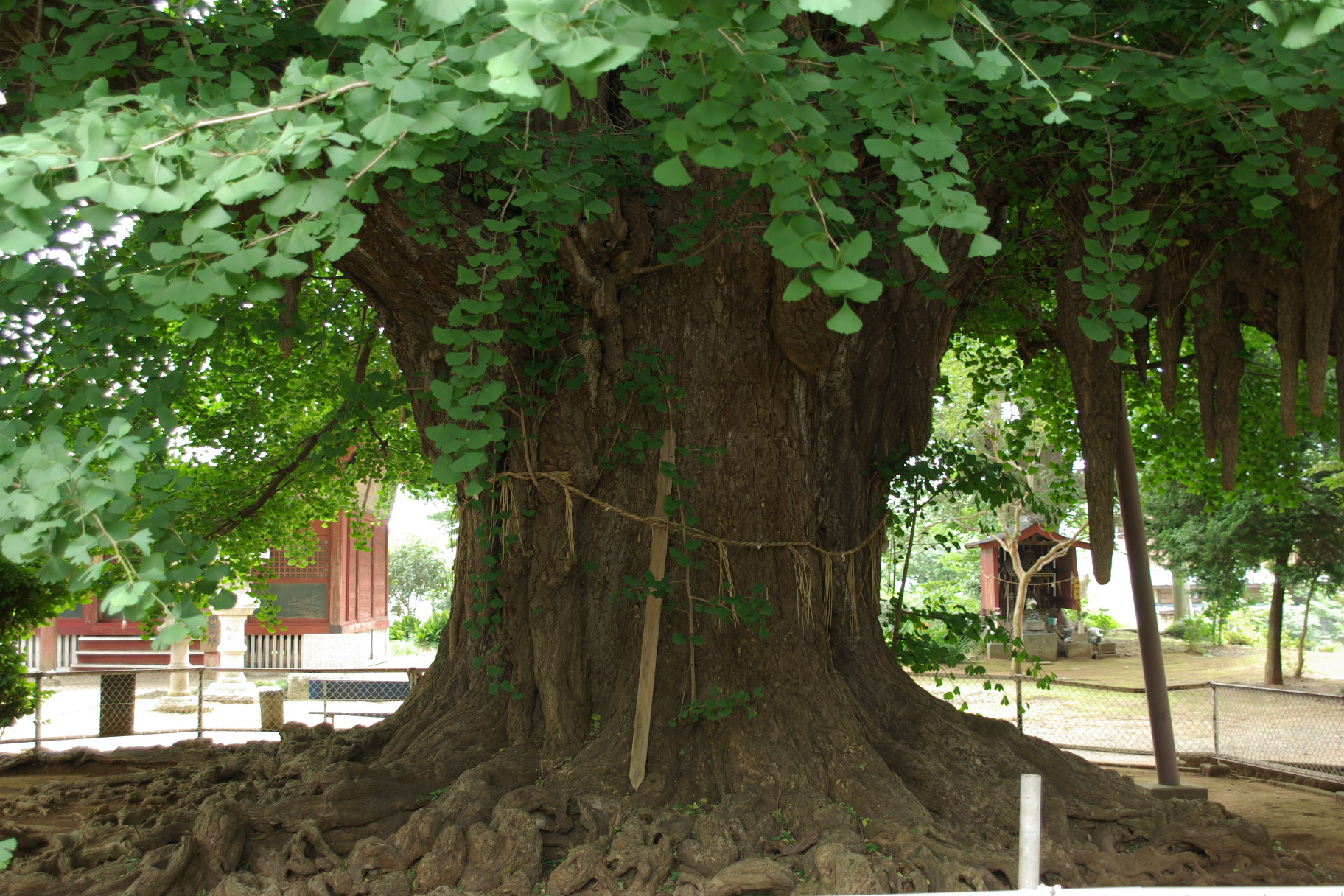
千葉寺のイチョウの幹。上部になるにつれ太みがやや増す（2009年7月）。
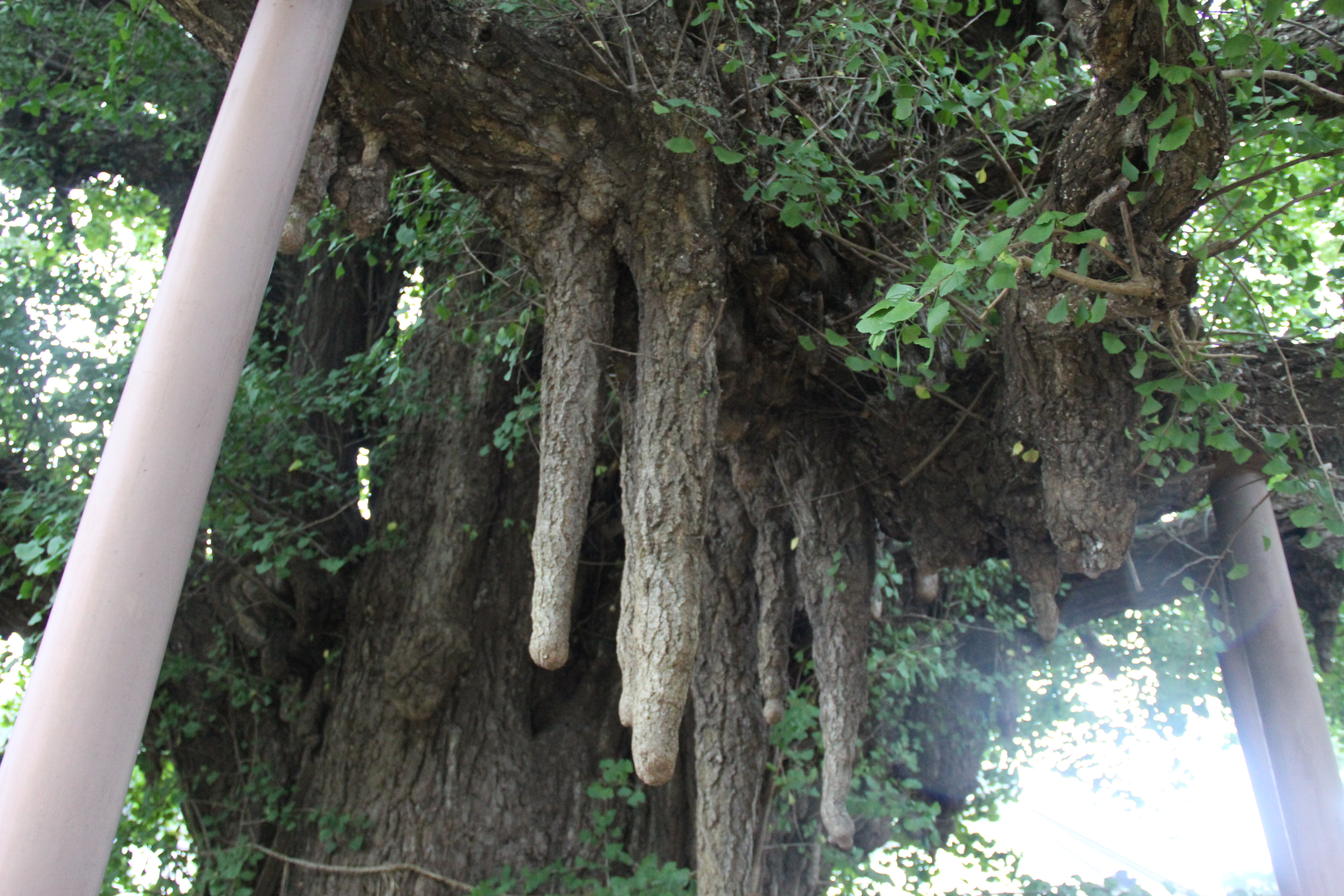
枝から垂れる乳柱（2016年10月）。
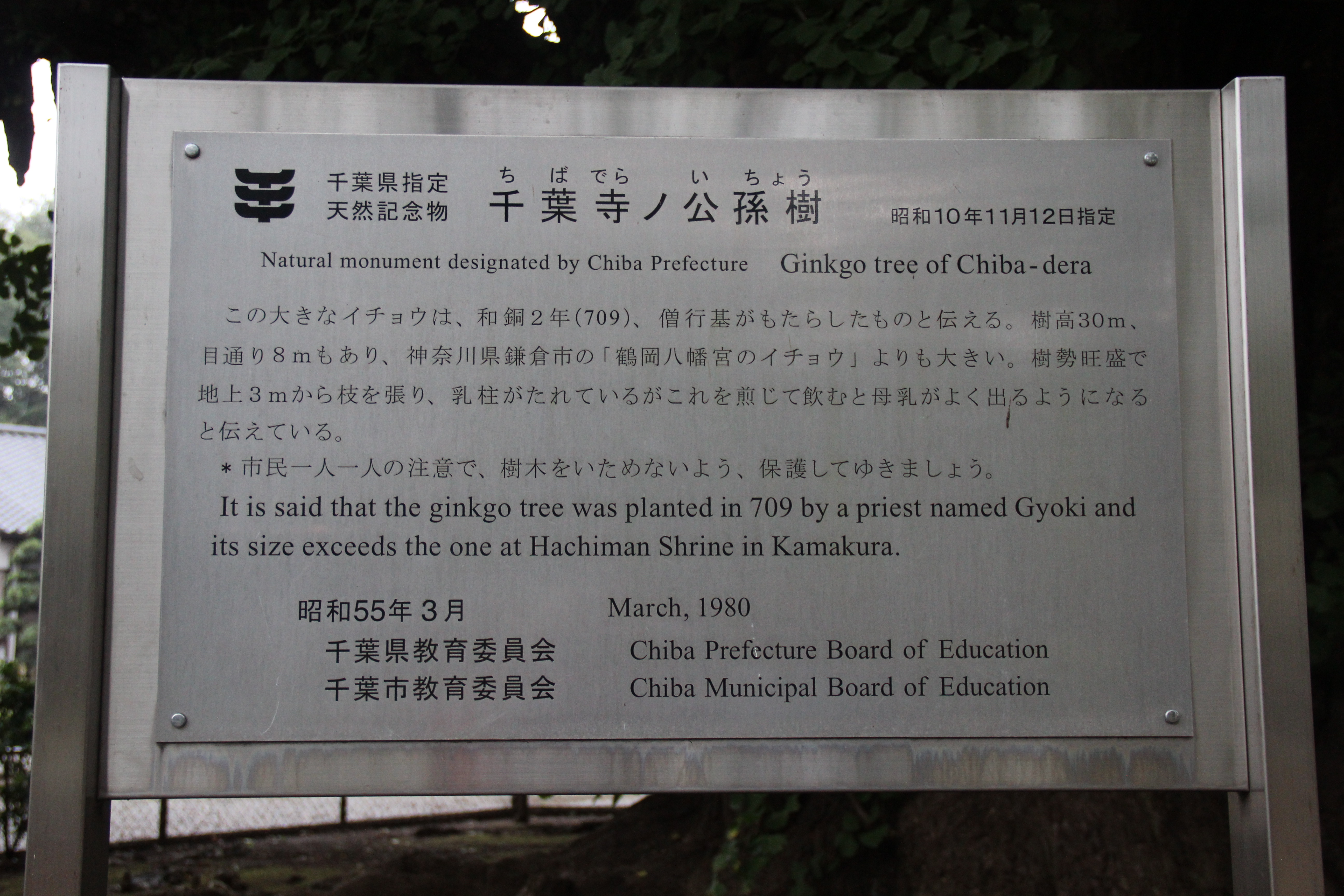
現地案内板（2016年10月）。

## 交通アクセス
所在地
- 千葉県千葉市中央区千葉寺町161[3]

交通
- 京葉道路松ヶ丘インターチェンジから千葉県道20号千葉大網線（大網街道）を千葉市街方面へと向かう途中、青葉の森公園を通過した右手[9]
- 京成電鉄千原線千葉寺駅から徒歩20分[7]